# 武内徹

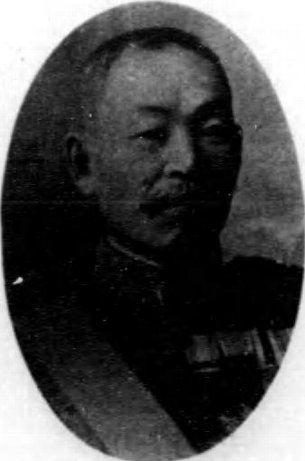
武内徹

武内 徹（たけうち とおる、慶応3年5月4日（1867年6月6日） - 昭和4年（1929年）11月25日）は、日本の陸軍軍人。階級は陸軍中将。福井市長。

## 経歴
越前国足羽郡木田村（現在の福井県福井市）出身。陸軍士官学校を卒業後、1887年（明治20年）に工兵少尉に任官し、日清戦争には工兵大尉として出征した。1896年（明治29年）、陸軍大学校を卒業し、参謀本部に勤務するとともに陸軍大学校教官を兼務した。1899年（明治32年）に工兵少佐に昇進し、翌年には軍事研究のためオーストリア＝ハンガリー帝国に派遣された。帰国後は参謀本部員となり、工兵中佐に昇進した。

### 野戦鉄道の工兵士官として
1904年（明治37年）から翌年にかけての日露戦争では線区司令官、大本営幕僚、野戦鉄道提理を歴任し、遼東半島で敵が破壊した線路の補修や物資輸送など鉄道の運営を行い、工兵大佐に昇進。1907年（明治40年）には千葉県津田沼に設けられた鉄道連隊の初代連隊長に就任した。連隊長として鉄道連隊で使用する教範類を制定し、海外から鉄道器材を輸入、鉄道連隊演習線の建設や鉄道戦闘訓練の実施で鉄道連隊の基礎を築き上げ、高い評価を得た。
第一師団司令部付、参謀本部付、陸軍大学校教官、陸軍省軍務局工兵課長を経て1911年（明治44年）には参謀本部において運輸・通信を担当する第三部長に就任。1912年（明治45年）に陸軍少将に就任した。1916年（大正5年）に陸軍中将に昇進し、1918年（大正7年）にはシベリア出兵に派遣された。シベリア出兵では浦塩派遣軍司令部付、野戦交通部長、連合国軍事輸送部長を歴任した。その後、参謀本部付に任命され、1920年（大正9年）に予備役となった。
1921年（大正10年）に福井市長に選出され、5年間在職した。

## 栄典
位階
- 1890年（明治23年）10月15日 - 正八位[4]
- 1892年（明治25年）1月27日 - 従七位[5]
- 1895年（明治28年）9月20日 - 正七位[6]
- 1899年（明治32年）12月20日 - 従六位[7]
- 1920年（大正9年）5月10日 - 正四位[8]

勲章等
- 1901年（明治34年）11月30日 - 勲五等瑞宝章[9]
- 1915年（大正4年）11月7日 - 旭日重光章・大正三四年従軍記章[10]
- 1920年（大正9年）11月1日 - 勲一等旭日大綬章・功二級金鵄勲章・大正三年乃至九年戦役従軍記章[11]